# Remigian Sobieski
Remigian Sobieski herbu Janina (zm. 1665) – miecznik lwowski w 1665 roku.
Syn Stanisława Sobieskiego i Teresy Samborzeckiej.
Z małżeństwa z Anną z Poradowskich miał syna Jana, późniejszego cześnika koronnego oraz córkę Katarzynę, żonę Jana Zielonki. Żona Remigiana wyszła po jego śmierci za nieznanego bliżej Gumowskiego.